# Labastide-Gabausse
Labastide-Gabausse é uma comuna francesa na região administrativa da Occitânia, no departamento de Tarn. Estende-se por uma área de 12.18 km², e possui 510 habitantes, segundo o censo de 2018, com uma densidade de 42 hab/km².